# Pico Korzhenevskaya
El pico Korzhenevskaya es la tercera montaña más alta de la cordillera del Pamir de Tayikistán. Su altitud es de 7105 metros y su prominencia de 1650 m y es uno de los cinco Picos del Leopardo de las Nieves en el territorio de la antigua Unión Soviética. Debe su nombre a Evgenia Korzhenevskaya, esposa del geógrafo ruso Nikolai Korzhenevskiy, quien lo descubrió en 1910.
Debido a la transliteración, el nombre del monte también incluye variaciones como Korzhenevski, Korzhenevskoi, y Korzhenievsky.

## Ubicación
El Pico Korzhenevskaya está ubicado alrededor de 13 km al norte del pico Ismail Samani (conocido anteriormente como pico Comunismo), el punto más alto de la cordillera del Pamir. Conforma el final de la bifurcación noroeste de la cordillera de los montes de la Academia de Ciencias, la subcordillera con dirección norte-sur que forma el núcleo de la cordillera del Pamir. Se eleva sobre la orilla sur del río Muksu, y al oeste del pico está el glaciar de Fortambek. Mientras que la mayor parte de los Montes de la Academia de Ciencias se encuentra dentro de la provincia de Alto Badajshán, Tayikistán, el Korzhenevskaya se localiza ligeramente al oeste de la línea de dicha provincia, en el distrito de Jirgatol, en la región bajo subordinación republicana.

## Características notables
El Korzhenevskaya es uno de los cinco picos de 7000 m de la antigua Unión Soviética (tomando en cuenta al Khan Tengri, que a menudo se le da la altitud de 6995 m) que era requerido para cualquier escalador que quisiera recibir el premio Leopardo de las Nieves, el mayor reconocimiento otorgado a los montañistas soviéticos. Se dice que es el segundo de esos picos más fácil de escalar, después del pico Lenin. Sin embargo, no se trata de una montaña pequeña; su elevación sobre el terreno local rivaliza con el pico Ismail Samani, ya que está más cerca al profundo valle del río Muksu.

## Historial de escalada

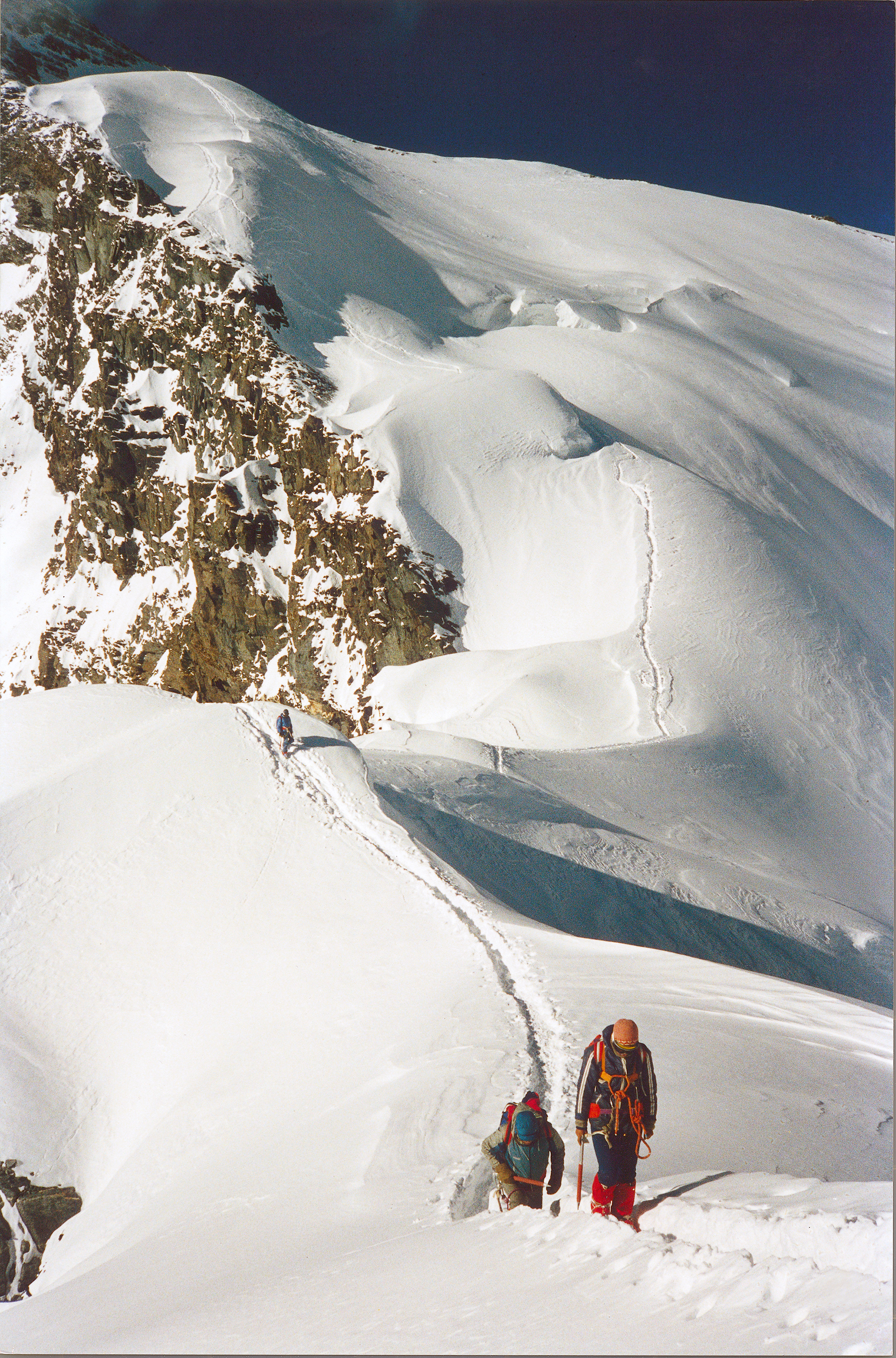
Pico Korzhenevskaya

D. Gushchin lideró en 1937 un intento de ascenso al pico, pero solo alcanzó la cumbre más baja (6910 m).
El Korzhenevskaya fue conquistado por primera vez en 1953 por un equipo liderado por A. Ugarov; el equipo a la cumbre estaba conformado por Ugarov, B. Dimitriev, A. Goziev, A. Kovyrkov, L. Krasavin, E. Ryspajev, R. Sielidzanov, y P. Skorobogatov. Hicieron su acercamiento por la vía del glaciar de Fortambek, luego al glaciar de Korzhenevsky, y de ahí a la arista norte.
En parte, debido a que es uno de los requisitos para obtener el premio Leopardo de las Nieves, el Korzhenevskaya ha sido escalado muchas veces; es el segundo pico más frecuentado en la cordillera del Pamir, después del pico Lenin. Un campamento base en la morrena del glaciar de Moskvin, y un acceso en helicóptero hacen esto posible. El Korzhenevskaya ha sido escalado desde casi cualquier dirección, incluyendo la primera ascensión invernal en 1987 por Anatoly Nosov; muchas de estas ascenciones han sido hechas por rusos. La ruta actual más común en la montaña asciende desde el sur y alcanza la arista cumbre desde el lado oeste.